# Mark Moyar
Mark A. Moyar (sinh ngày 12 tháng 5 năm 1971) là Giám đốc Văn phòng Hợp tác Dân sự-Quân sự tại Cơ quan Phát triển Quốc tế Hoa Kỳ. Trước đây ông từng là Giám đốc Dự án Lịch sử Quân sự và Ngoại giao tại Trung tâm Nghiên cứu Chiến lược và Quốc tế, và là thành viên cao cấp tại Viện Nghiên cứu Chính sách Đối ngoại và là thành viên của Nhóm Hoạt động Viện Hoover về Vai trò Lịch sử Quân sự trong Xung đột Đương đại.

## Thiếu thời
Moyar sinh ngày 12 tháng 5 năm 1971 tại Cleveland, Ohio với cha mẹ là Bert và Marjorie Moyar.  Ông tốt nghiệp trường Hawken ở Gates Mills, Ohio năm 1989.

## Giáo dục
Moyar đậu bằng Cử nhân hạng ưu summa cum laude ngành lịch sử từ Đại học Harvard và Tiến sĩ lịch sử từ Đại học Cambridge. Khi còn là sinh viên Harvard, ông đã viết cho tờ báo sinh viên bảo thủ The Harvard Salient. Ông cũng chơi saxophone trong ban nhạc Harvard Jazz Band với nghệ sĩ saxophone huyền thoại Joshua Redman.

## Thành tựu
Các bài viết của ông về các sự kiện lịch sử và hiện tại đã xuất hiện trên tờ New York Times, Wall Street Journal và Washington Post. Trong thời gian làm Uỷ viên cao cấp tại Đại học Lực lượng Đặc nhiệm Joint Special Operations (2013-2015), ông đã xuất bản ba nghiên cứu dài về các hoạt động đặc biệt—tại Colombia, Afghanistan và Mali: Village Stability Operations and Afghan Local Police (Hoạt động ổn định làng xã và Cảnh sát địa phương Afghanistan, 2014), Countering Violent Extremism in Mali (Chống chủ nghĩa cực đoan bạo lực ở Mali, 2015), và Persistent Engagement in Colombia (Cam kết dai dẳng ở Colombia, 2014) 
Moyar là tác giả của cuốn sách năm 2006 Triumph Forsaken: The Vietnam War, 1954–1965 (Chiến thắng lãng quên: Chiến tranh Việt Nam 1954–1965). Trong đó, ông cho rằng Ngô Đình Diệm là nhà lãnh đạo gây ấn tượng. Moyar tuyên bố ủng hộ cuộc đảo chính tháng 11 năm 1963 là một trong những sai lầm tồi tệ nhất của Mỹ trong chiến tranh. Những sai lầm lớn nhất khác theo Moyar là: thất bại trong việc cắt đứt đường mòn Hồ Chí Minh, và việc Quốc hội Mỹ từ chối hỗ trợ chính phủ Việt Nam Cộng hòa sau khi Hiệp định Hòa bình Paris năm 1973 bị vi phạm và từ chối viện trợ khẩn cấp cho Việt Nam Cộng hòa vào lúc gần kết thúc chiến tranh.
Triumph Forsaken gây ra một sự khuấy động lớn và nhiều ý kiến đánh giá, một số tiêu cực, cũng như một số tích cực. Đáp lại những phản ứng của cuốn sách, Andrew Wiest và Michael J. Doidge đã chủ biên cuốn Triumph revisited: historians battle for the Vietnam War (Xem lại chiến thắng: giới sử học chiến đấu cho chiến tranh Việt Nam, 2010), một bộ sưu tập những nhận định chi tiết về cuốn sách của 15 nhà sử học hàn lâm khác nhau. Các đánh giá được đính kèm với phản hồi của Moyar, người thách thức những lời chỉ trích về tác phẩm của mình.

## Ấn phẩm
- Phoenix and the Birds of Prey: The CIA's Secret Campaign to Destroy the Viet Cong (Phượng Hoàng và bầy Chim săn mồi: Chiến dịch bí mật của CIA nhằm tiêu diệt Việt Cộng, 1997) ISBN 1-55750-593-4
  - Được tái bản vào năm 2007 dưới nhan đề Phoenix and the Birds of Prey: Counterinsurgency and Counterterrorism in Vietnam (Phượng Hoàng và bầy Chim săn mồi: Chống nổi dậy và Chống khủng bố ở Việt Nam) với lời tựa của Harry Summers và một lời nói đầu và chương mới; ISBN 0-8032-1602-5
- Triumph Forsaken: The Vietnam War, 1954–1965 (Chiến thắng lãng quên: Chiến tranh Việt Nam 1954–1965, 2006) ISBN 0-521-86911-0
- A Question of Command: Counterinsurgency from the Civil War to Iraq (Một câu hỏi về chỉ huy: Chống nổi dậy từ Nội chiến đến Iraq, 2009) ISBN 0-300-15276-0
- Strategic Failure: How President Obama's Drone Warfare, Defense Cuts, and Military Amateurism Have Imperiled America (Thất bại chiến lược: Cách thức chiến tranh không người lái, cắt giảm quốc phòng và chủ nghĩa nghiệp dư quân sự của Tổng thống Obama đã khiến nước Mỹ bất ổn, 2015) ISBN 1-4767-1324-3
- Aid for Elites: Building Partner Nations and Ending Poverty through Human Capital (Viện trợ cho giới tinh hoa: Xây dựng các quốc gia đối tác và chấm dứt nghèo đói thông qua nguồn nhân lực, 2016) ISBN 978-1-107-12548-3
- Oppose Any Foe: The Rise of America’s Special Operations Forces (Phản đối bất kỳ kẻ thù nào: Sự trỗi dậy của lực lượng đặc nhiệm Mỹ, 2017) ISBN 978-0465053933